# KENG
Keng（1984年10月31日—），中国漫画家。2008年开始于《少年S》发表作品出道，出生地是广东潮州市。其代表作有《魔王条约》和《将夜》。

## 代表作品
太极系列
- 系列原作：白北五
- 2010年10月第一部《太极轰天》（漫画SHOW）
- 2011年4月第二部《太极潜龙》（漫画SHOW）
- 《太极轰天》收录于《漫画SHOW短篇集1》，2012年10月出版[1]。

《魔王条约》
- 2011年9月开始创作[2]，共38回（漫画SHOW）。

《伤痕游戏·迷》
- 2013年5月开始创作[3]，共5回（漫画SHOW）。
- 原作曾获2013年度“香港小说跨媒体创作大奖”之“最佳小说改编漫画奖”[4]

《将夜》
- 原作：猫腻，首发于起点中文网，千万点击白金作品。
- 2013年10月开始创作，连载中（漫画世界）
- 2014年5月出版单行本第一卷[5] ，目前共出版三卷。
  - 第1卷：2014年5月出版，ISBN 978-7-5405-8493-1
  - 第2卷：2014年9月出版，ISBN 978-7-5405-8650-8
  - 第3卷：2014年12月出版，ISBN 978-7-5405-8752-9